# Fajita

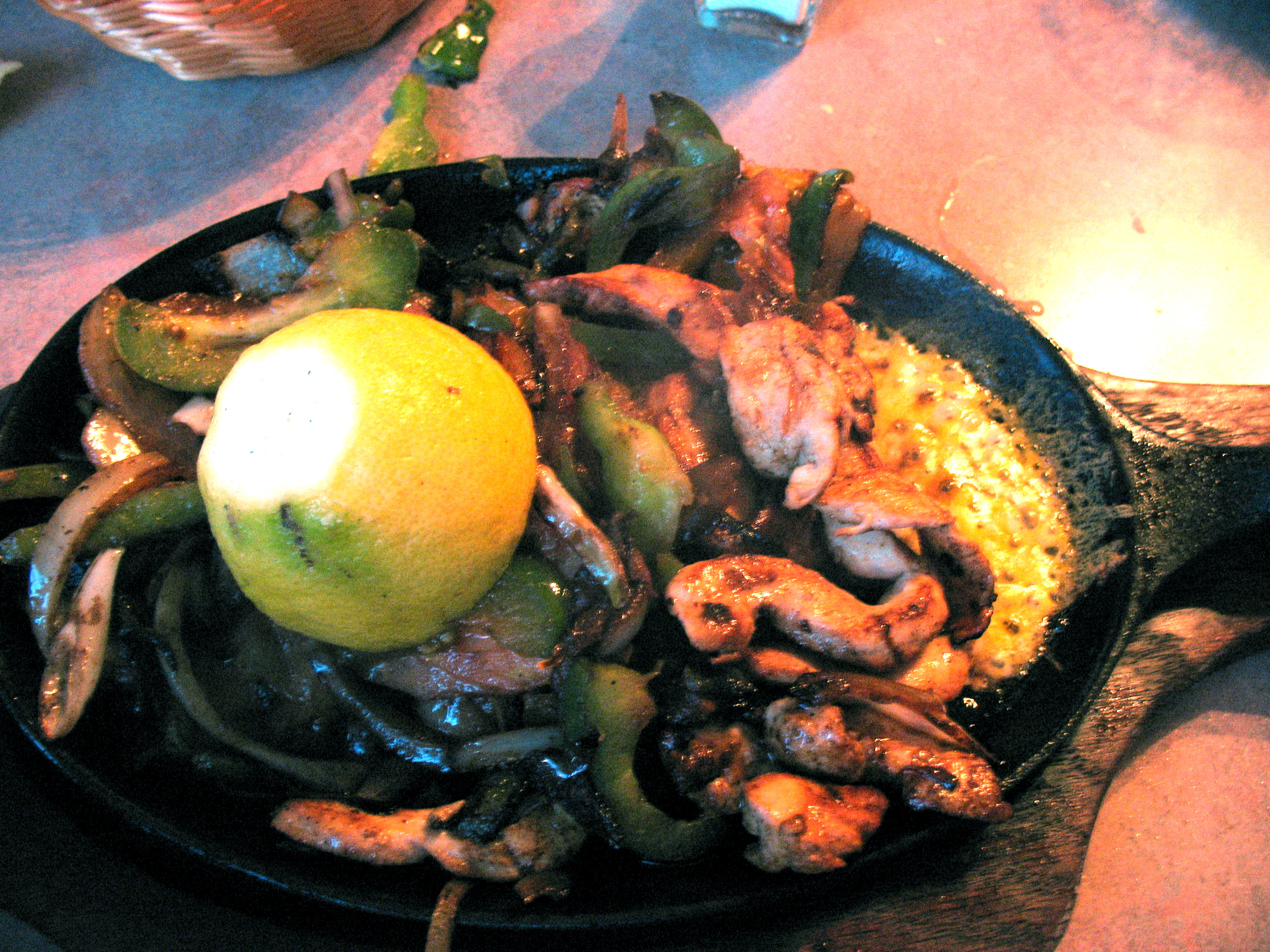
Una fajita de pollo.

La fajita es uno de los platos más tradicionales y populares de la cocina Tex-Mex (fusión de las cocinas mexicana y texana). Consiste en carne asada a la parrilla y cortada en tiras, servida sobre una tortilla de harina de maíz o harina de trigo. Originalmente, las fajitas se elaboraban sólo con carne de res; hoy en día se han popularizado con carne de puerco, pollo (chicken fajitas), etc.; incluso con camarones. En algunos restaurantes, se asa la carne junto con pimientos y cebollas. Los condimentos más populares para acompañar las fajitas son la crema agria, el guacamole, pico de gallo, queso o tomate.